# Williams FW13
O FW13/FW13B é o modelo da Williams da fase final da temporada de 1989 e a versão B do campeonato de 1990 da F1. Em 1989, o FW13 teve como condutores: Thierry Boutsen e Riccardo Patrese nos GPs: de Portugal, Japão e Austrália. Na Espanha, apenas Boutsen utilizou-o. Já o FW13B também teve como condutores: Thierry Boutsen e Riccardo Patrese por todo o campeonato de 1990. Foi o segundo carro, após o FW12C desenhado pela Williams a  contar com os motores Renault. O FW13 foi o primeiro carro da equipe de Frank Williams na década de 90 e participou de algumas das páginas douradas da equipe inglesa, sendo que durante a década foram ganhos cinco títulos de construtores e quatro títulos de pilotos. Desenhado por Patrick Head, com a ajuda de Enrique Scalabroni, antes de sua ida para a Ferrari, o chassi foi o primeiro chassi de raiz a acolher o motor Renault, pois no inicio do ano eles tinham corrido com o chassi FW12C, que tinha sido modificado para acolher o motor francês. A decisão de correr em um chassi modificado em vez de um novo foi pelo facto de este ter ainda espaço para ser modificado de forma eficaz. Portanto, o desenvolvimento do FW13 foi em paralelo com uma versão mais potente do motor Renault de 3.5 litros. 
Quando se estreou no Estoril, a quatro provas do final da temporada de 1989, o chassis tinha uma entrada de ar oval, e com uma frente mais baixa do que usada no resto do pelotão. Os radiadores eram um pouco maiores do que os do FW12, enquanto que dentro dele pulsava um motor Renault V10 de 3.5 litros. Na corrida em si, ambos os carros abandonaram quase na mesma volta, devido a problemas de sobreaquecimento, mas nas corridas seguintes, este até era um carro bem nascido, com uma vitória no final do ano para o seu piloto Thierry Boutsen, na Austrália. No inicio de 1990 surge o FW13B, em continuo desenvolvimento quer no chassis, quer no motor. Um dos grandes desenvolvimentos foi uma conjunto único de mola e amortecedor, que começa a ser usado no GP da França, com bons resultados. A ideia era usar somente no projecto de 1991, mas Riccardo Patrese convence Williams e Patrick Head a usar o conjunto imediatamente... A meio de 1990, entra na Williams Adrian Newey, proveniente da March, e começa a trabalhar no desenvolvimento deste chassis. O seu primeiro resultado é no extrator do carro, que o desenha de forma semelhante ao que usava na sua equipa anterior, e deu resultado: nessa corrida, Boutsen domina o fim de semana húngaro e vence. 
O desenvolvimento do carro é constante, mas a ideia era o de usar o carro como um "projecto em transição" para o dar o passo seguinte, que era o chassis FW14, que todos depositavam esperanças que seria um carro superior a este e que seria capaz de quebrar a hegemonia da McLaren e ser o seu forte opositor, no lugar da Ferrari. O tempo demonstrou que estavam cobertos de razão. O sentimento geral em torno do paddock da F1 era que o FW13B era o carro mais rápido do grid esse ano e que a única coisa que o fez ficar atrás de McLaren e Ferrari era o fato da equipe Williams não ter definido o piloto número um, já que Boutsen e Patrese eram considerados coadjuvantes pela imprensa da época. O FW13B foi substituído para a temporada 1991 pelo Williams FW14.

## Resultados[1][2]
(legenda) (em negrito indica pole position e itálico volta mais rápida)
| Ano  | Chassi | Motor           | Pneus | N° | Pilotos          | 1   | 2   | 3   | 4   | 5   | 6   | 7   | 8   | 9   | 10  | 11  | 12  | 13  | 14  | 15  | 16  | Pontos   | Posição |  |
| ---- | ------ | --------------- | ----- | -- | ---------------- | --- | --- | --- | --- | --- | --- | --- | --- | --- | --- | --- | --- | --- | --- | --- | --- | -------- | ------- |  |
|      |        |                 |       |    |                  |     |     |     |     |     |     |     |     |     |     |     |     |     |     |     |     |          |         |  |
|      |        |                 |       |    |                  | BRA | SMR | MON | MEX | USA | CAN | FRA | GBR | GER | HUN | BEL | ITA | POR | ESP | JAP | AUS |          |         |  |
| 1989 | FW12C  | Renault RS1 V10 | G     | 5  | Thierry Boutsen  |     |     |     |     |     |     |     |     |     |     |     |     | Ret | Ret | 3   | 1   | 231 (77) | 2º      |  |
| 1989 | FW12C  | Renault RS1 V10 | G     | 6  | Riccardo Patrese |     |     |     |     |     |     |     |     |     |     |     |     | Ret |     | 2   | 3   | 231 (77) | 2º      |  |
|      |        |                 |       |    |                  |     |     |     |     |     |     |     |     |     |     |     |     |     |     |     |     |          |         |  |
|      |        |                 |       |    |                  | USA | BRA | SMR | MON | CAN | MEX | FRA | GBR | GER | HUN | BEL | ITA | POR | ESP | JAP | AUS |          |         |  |
| 1990 | FW13B  | Renault RS2 V10 | G     | 5  | Thierry Boutsen  | 3   | 5   | Ret | 4   | Ret | 5   | Ret | 2   | 6   | 1   | Ret | Ret | Ret | 4   | 5   | 5   | 57       | 4º      |  |
| 1990 | FW13B  | Renault RS2 V10 | G     | 6  | Riccardo Patrese | 9   | 13† | 1   | Ret | Ret | 9   | 6   | Ret | 5   | 4   | Ret | 5   | 7   | 5   | 4   | 6   | 57       | 4º      |  |

↑1  Do GP do Brasil até Espanha, utilizou o FW12C marcando 54 pontos (77 pontos no total).
† Completou mais de 90% da distância da corrida.